# 2005-ös Tour de France
A 2005-ös Tour de France volt a 92. francia körverseny. 2005. július 2-a és július 24-e között rendezték. 21 szakaszt tartalmazott, valamivel több mint 3607 km távolságot kellett megtenniük a versenyzőknek. A verseny átlagsebessége 41,654 km/h volt. A verseny 12 éven belül harmadszor indult Vendée tartományból, Franciaország nyugati feléből. Az útvonal az óramutató járásával megegyező irányban haladt, előbb az Alpok felé, azután a Pireneusokba. A 7. szakasz befutója és a 8. szakasz rajtja Németországban volt. A verseny Lance Armstrong történelmi hetedik diadalát hozta.

## Részt vevő csapatok
- Amerikai Egyesült Államok

Discovery Channel Pro Cycling Team
- Belgium

Quick Step-Innergetic
Davitamon-Lotto
- Dánia

Team CSC
- Franciaország

AG2R Prévoyance
Bouygues Télécom
Cofidis
Crédit Agricole
Française des Jeux
- Hollandia

Rabobank
- Németország

Gerolsteiner
T-Mobile Team
- Olaszország

Domina Vacanze
Fassa Bortolo
Lampre
Liquigas
- Spanyolország

Illes Balears
Euskaltel-Euskadi
Liberty Seguros-Würth Team
Saunier Duval-Prodir
- Svájc

Phonak

## Összefoglaló
A verseny első napján a hagyományos prológ helyett egy, a prológ távjánál kétszer olyan hosszúságú szakaszon egyéni időmérő versenyt rendeztek. Ez a szakasz a szárazföldről átvezetett az Noirmoutier-szigetre. A szigetre vezető út érdekessége, hogy egyik szakasza, a Passage du Gois dagálykor víz alá kerül. Ez az út az 1999-es Tour de France-nak is része volt. Akkor az esélyesek közül többen is buktak itt, és csak hét perccel a követő csapat után értek célba. 2005-ben már hídon át kerekeztek be a szigetre.
A verseny későbbi szakaszában, az utolsó előtti napon ismét időmérő versenyt rendeztek. Emellett mindössze három hegyi célbaérés volt (Courchevel-nél, Ax-3 Domaines-nél és Pla d'Adet-nél), kevesebb, mint az előző években. Az utolsó szakasz befutója, mint 1975 óta mindig, a párizsi Champs-Élysées-n volt.
A Tour résztvevői megemlékeztek Fabio Casartelli haláláról. A 15. szakasz során a kerekesek áthaladtak Col du Portet d'Aspet-n, ahol Casartelli pontosan 10 évvel azelőtt életét vesztette. A résztvevők a 9. szakaszon annak is emléket állítottak, hogy pontosan 100 évvel azelőtt itt volt az első hegyi befutó, a Ballon d'Alsace.
A versenyrendezők igénybe vették a Champs-Elysees „esőszabályt”, mely azt jelentette, hogy Lance Armstrong lett az összesített győztes, miután a nyolckörösre tervezett utolsó szakasz első körének végén bekerekezett a célba.

## Esélyesek
- Lance Armstrong / Discovery Channel
- Ivan Basso / Team CSC
- Jan Ullrich / T-Mobile Team
- Joseba Beloki / Liberty Seguros
- Santiago Botero / Phonak
- Stefano Garzelli / Liquigas-Bianchi
- Roberto Heras / Liberty Seguros
- Andreas Klöden / T-Mobile
- Floyd Landis / Phonak
- Levi Leipheimer / Team Gerolsteiner
- Francisco Mancebo / Illes Balears-Caisse d'Epargne
- Iban Mayo / Euskaltel-Euskadi
- Gyenyisz Menysov / Rabobank
- Alekszandr Vinokurov / T-Mobile Team

## A 2005-ös Tour de France összegzése
| Szakasz (nyertese)                        | Összetett pontverseny Maillot jaune | Pontverseny Maillot verd | Hegyei pontverseny Maillot à pois rouges | Fiatal versenyzők pontversenye Maillot blanc | Csapatverseny                      | Legaktívabb versenyző Prix de combativité |
| ----------------------------------------- | ----------------------------------- | ------------------------ | ---------------------------------------- | -------------------------------------------- | ---------------------------------- | ----------------------------------------- |
| 1. szakasz (időfutam) (David Zabriskie)   | David Zabriskie                     | David Zabriskie          | nem osztanak                             | Fabian Cancellara                            | Team CSC                           | nem osztanak                              |
| 2. szakasz (Tom Boonen)                   | David Zabriskie                     | Tom Boonen               | Thomas Voeckler                          | Fabian Cancellara                            | Team CSC                           | Sylvain Calzati                           |
| 3. szakasz (Tom Boonen)                   | David Zabriskie                     | Tom Boonen               | Erik Dekker                              | Jaroszlav Popovics                           | Team CSC                           | Erik Dekker                               |
| 4. szakasz (időfutam) (Discovery Channel) | Lance Armstrong                     | Tom Boonen               | Erik Dekker                              | Jaroszlav Popovics                           | Team CSC                           | nem osztanak                              |
| 5. szakasz (Robbie McEwen)                | Lance Armstrong                     | Tom Boonen               | Erik Dekker                              | Jaroszlav Popovics                           | Team CSC                           | Juan Antonio Flecha                       |
| 6. szakasz (Lorenzo Bernucci)             | Lance Armstrong                     | Tom Boonen               | Karsten Kroon                            | Jaroszlav Popovics                           | Team CSC                           | Christophe Mengin                         |
| 7. szakasz (Robbie McEwen)                | Lance Armstrong                     | Tom Boonen               | Fabian Wegmann                           | Jaroszlav Popovics                           | Team CSC                           | Fabian Wegmann                            |
| 8. szakasz (Pieter Weening)               | Lance Armstrong                     | Tom Boonen               | Michael Rasmussen                        | Vlagyimir Karpec                             | Team CSC                           | Pieter Weening                            |
| 9. szakasz (Michael Rasmussen)            | Jens Voigt                          | Tom Boonen               | Michael Rasmussen                        | Vlagyimir Karpec                             | Team CSC                           | Michael Rasmussen                         |
| 10. szakasz (Alejandro Valverde)          | Lance Amstrong                      | Tom Boonen               | Michael Rasmussen                        | Alejandro Valverde                           | Team CSC                           | Laurent Brochard                          |
| 11. szakasz (Alekszandr Vinokurov)        | Lance Amstrong                      | Tom Boonen               | Michael Rasmussen                        | Alejandro Valverde                           | Team CSC                           | Alekszandr Vinokurov                      |
| 12. szakasz (David Moncoutié)             | Lance Amstrong                      | Thor Hushovd             | Michael Rasmussen                        | Alejandro Valverde                           | Team CSC                           | David Moncoutié                           |
| 13. szakasz (Robbie Mc Ewen)              | Lance Amstrong                      | Thor Hushovd             | Michael Rasmussen                        | Jaroszlav Popovics                           | Team CSC                           | Carlos Da Cruz                            |
| 14. szakasz (Georg Totschnig)             | Lance Amstrong                      | Thor Hushovd             | Michael Rasmussen                        | Jaroszlav Popovics                           | T-Mobile Team                      | Georg Totschnig                           |
| 15. szakasz (George Hincapie)             | Lance Amstrong                      | Thor Hushovd             | Michael Rasmussen                        | Jaroszlav Popovics                           | T-Mobile Team                      | Óscar Pereiro                             |
| 16. szakasz (Óscar Pereiro)               | Lance Amstrong                      | Thor Hushovd             | Michael Rasmussen                        | Jaroszlav Popovics                           | T-Mobile Team                      | Óscar Pereiro                             |
| 17. szakasz (Paolo Savoldelli)            | Lance Amstrong                      | Thor Hushovd             | Michael Rasmussen                        | Jaroszlav Popovics                           | Discovery Channel Pro Cycling Team | Sebastian Hinault                         |
| 18. szakasz (Marcos Serrano)              | Lance Amstrong                      | Thor Hushovd             | Michael Rasmussen                        | Jaroszlav Popovics                           | T-Mobile Team                      | Carlos Da Cruz                            |
| 19. szakasz (Giuseppe Guerini)            | Lance Amstrong                      | Thor Hushovd             | Michael Rasmussen                        | Jaroszlav Popovics                           | T-Mobile Team                      | Sandy Casar                               |
| 20. szakasz (időfutam) (Lance Amstrong)   | Lance Amstrong                      | Thor Hushovd             | Michael Rasmussen                        | Jaroszlav Popovics                           | T-Mobile Team                      | nem osztanak                              |
| 21. szakasz (Alekszandr Vinokurov)        | Lance Amstrong                      | Thor Hushovd             | Michael Rasmussen                        | Jaroszlav Popovics                           | T-Mobile Team                      | Philippe Gilbert                          |
| Végeredmény                               | Lance Amstrong                      | Thor Hushovd             | Michael Rasmussen                        | Jaroszlav Popovics                           | T-Mobile Team                      | Óscar Pereiro                             |

## Végeredmény

### Az összetett verseny végeredménye
|         | Név                  | Csapat                             | Idő         |
| ------- | -------------------- | ---------------------------------- | ----------- |
| KIZ.    | Lance Armstrong      | Discovery Channel Pro Cycling Team | 86h 15' 02" |
| 2       | Ivan Basso           | Team CSC                           | 4' 40"      |
| kizárva | Jan Ullrich          | T-Mobile Team                      | 6' 21"      |
| 3       | Francisco Mancebo    | Illes Balears-Caisse d'Epargne     | 9' 59"      |
| 4       | Alekszandr Vinokurov | T-Mobile Team                      | 11' 01"     |
| 5       | Levi Leipheimer      | Team Gerolsteiner                  | 11' 21"     |
| 6       | Michael Rasmussen    | Rabobank                           | 11' 33"     |
| 7       | Cadel Evans          | Davitamon-Lotto                    | 11' 55"     |
| 8       | Floyd Landis         | Phonak                             | 12' 44"     |
| 9       | Óscar Pereiro        | Phonak                             | 16' 04"     |
| 10      | Christophe Moreau    | Crédit Agricole                    | 16' 26"     |
| 11      | Jaroszlav Popovics   | Discovery Channel Pro Cycling Team | 19' 02"     |
| 12      | Eddy Mazzoleni       | Lampre-Caffita                     | 21' 06"     |
| 13      | George Hincapie      | Discovery Channel Pro Cycling Team | 23' 40"     |
| 14      | Haimar Zubeldia      | Euskaltel-Euskadi                  | 23' 43"     |
| 15      | Jörg Jaksche         | Liberty Seguros-Würth Team         | 24' 07"     |
| 16      | Bobby Julich         | Team CSC                           | 24' 08"     |
| 17      | Oscar Sevilla        | T-Mobile Team                      | 27' 45"     |
| 18      | Andrej Kasecskin     | Crédit Agricole                    | 28' 04"     |
| 19      | Giuseppe Guerini     | T-Mobile Team                      | 33' 02"     |
| 20      | Carlos Sastre        | Team CSC                           | 34' 24"     |
| 21      | Xabier Zandio        | Illes Balears-Caisse d'Epargne     | 36' 20"     |
| 22      | Leonardo Piepoli     | Saunier Duval-Prodir               | 36' 20"     |
| 23      | Michael Boogerd      | Rabobank                           | 38' 29"     |
| 24      | Paolo Savoldelli     | Discovery Channel Pro Cycling Team | 44' 30"     |
| 25      | Georg Totschnig      | Team Gerolsteiner                  | 49' 14"     |
| 26      | Mikel Astarloza      | AG2R Prévoyance                    | 54' 03"     |
| 27      | Laurent Brochard     | Bouygues Télécom                   | 55' 29"     |
| 28      | Sandy Casar          | Française des Jeux                 | 56' 47"     |
| 29      | José Azevedo         | Discovery Channel Pro Cycling Team | 59' 48"     |

### Pontverseny
A pontverseny vezetője a Tour de France-on a zöld trikót viseli.
|      | Versenyző            | Csapat                             | Pontok |
| ---- | -------------------- | ---------------------------------- | ------ |
| 1    | Thor Hushovd         | Crédit Agricole                    | 194    |
| 2    | Stuart O’Grady       | Cofidis                            | 182    |
| 3    | Robbie McEwen        | Davitamon-Lotto                    | 178    |
| 4    | Alekszandr Vinokurov | T-Mobile Team                      | 158    |
| 5    | Allan Davis          | Liberty Seguros-Würth Team         | 130    |
| 6    | Óscar Pereiro        | Phonak                             | 118    |
| 7    | Robert Förster       | Team Gerolsteiner                  | 101    |
| KIZ. | Lance Armstrong      | Discovery Channel Pro Cycling Team | 93     |
| 9    | Baden Cooke          | Française des Jeux                 | 91     |
| 10   | Bernhard Eisel       | Française des Jeux                 | 88     |

### Hegyi pontverseny
A hegyi pontverseny vezetője a Tour de France-on a pöttyös trikót viseli.
|      | Versenyző            | Csapat                             | Pontok |
| ---- | -------------------- | ---------------------------------- | ------ |
| 1    | Michael Rasmussen    | Rabobank                           | 185    |
| 2    | Óscar Pereiro        | Phonak                             | 155    |
| KIZ. | Lance Armstrong      | Discovery Channel Pro Cycling Team | 99     |
| 4    | Christophe Moreau    | Crédit Agricole                    | 93     |
| 5    | Michael Boogerd      | Rabobank                           | 90     |
| 6    | Santiago Botero      | Phonak                             | 88     |
| 7    | Alekszandr Vinokurov | T-Mobile Team                      | 75     |
| 8    | Laurent Brochard     | Bouygues Télécom                   | 75     |
| 9    | <> George Hincapie   | Discovery Channel Pro Cycling Team | 74     |
| 10   | Pietro Caucchioli    | Crédit Agricole                    | 73     |

### Fiatalok versenye
A 25 év alattiak közül a legjobb a Tour de France-on a fehér trikót viseli.
|    | Versenyző            | Csapat                             | Idő          |
| -- | -------------------- | ---------------------------------- | ------------ |
| 1  | Jaroszlav Popovics   | Discovery Channel Pro Cycling Team | 86h 34' 04"  |
| 2  | Andrej Kaschetschkin | Crédit Agricole                    | + 9' 02"     |
| 3  | Alberto Contador     | Liberty Seguros-Würth Team         | + 44' 23"    |
| 4  | Maxim Iglinski       | Cofidis                            | + 59' 42"    |
| 5  | Jérôme Pineau        | Bouygues Télécom                   | + 1h 12' 32" |
| 6  | Vlagyimir Karpec     | Caisse d'Epargne-Illes Balears     | + 1h 24' 43" |
| 7  | David Arroyo         | Caisse d'Epargne-Illes Balears     | + 1h 35' 10" |
| 8  | Patrik Sinkewitz     | T-Mobile Team                      | + 1h 48' 46" |
| 9  | Thomas Lövkvist      | Française des Jeux                 | + 1h 48' 46" |
| 10 | Philippe Gilbert     | Française des Jeux                 | + 2h 04' 58" |

### Csapatverseny
A legjobb csapat tagjai a Tour de France-on sárga rajtszámot viselnek.
|    | Csapat                             | Idő          |
| -- | ---------------------------------- | ------------ |
| 1  | T-Mobile Team                      | 256h 10' 29" |
| 2  | Discovery Channel Pro Cycling Team | + 14' 57"    |
| 3  | Team CSC                           | + 25' 15"    |
| 4  | Crédit Agricole                    | + 55' 24"    |
| 5  | Illes Balears-Caisse d'Epargne     | + 1h 06' 09" |
| 6  | Phonak                             | + 1h 09' 20" |
| 7  | Liberty Seguros-Würth Team         | + 1h 47' 56" |
| 8  | Rabobank                           | + 2h 26' 30" |
| 9  | Saunier Duval-Prodir               | + 2h 48' 58" |
| 10 | AG2R Prévoyance                    | + 2h 52' 04" |

## Szakaszok
| Szakasz                     | Időpont    | Végpontok                                       | Hossz (km)        | Szakaszgyőztes             | Összetett első        |
| --------------------------- | ---------- | ----------------------------------------------- | ----------------- | -------------------------- | --------------------- |
| 1.                          | július 2.  | Fromentine – Noirmoutier-en-l’Île               | 19 km *           | David Zabriskie (USA)      | David Zabriskie (USA) |
| 2.                          | július 3.  | Challans – Les Essarts                          | 181,5 km          | Tom Boonen (BEL)           | David Zabriskie (USA) |
| 3.                          | július 4.  | La Châtaigneraie – Tours                        | 212,5 km          | Tom Boonen (BEL)           | David Zabriskie (USA) |
| 4.                          | július 5.  | Tours – Blois                                   | 67,5 km **        | Discovery Channel          | Lance Armstrong (USA) |
| 5.                          | július 6.  | Chambord – Montargis                            | 183 km            | Robbie McEwen (AUS)        | Lance Armstrong (USA) |
| 6.                          | július 7.  | Troyes – Nancy                                  | 199 km            | Lorenzo Bernucci (ITA)     | Lance Armstrong (USA) |
| 7.                          | július 8.  | Lunéville – Karlsruhe (Németország)             | 228,5 km          | Robbie McEwen (AUS)        | Lance Armstrong (USA) |
| 8.                          | július 9.  | Pforzheim (Németország) – Gérardmer             | 231,5 km          | Pieter Weening (NED)       | Lance Armstrong (USA) |
| 9.                          | július 10. | Gérardmer – Mulhouse                            | 170 km            | Michael Rasmussen (DEN)    | Jens Voigt (GER)      |
| július 11., hétfő pihenőnap |            |                                                 |                   |                            |                       |
| 10.                         | július 12. | Grenoble – Courchevel                           | 192,5 km          | Alejandro Valverde (ESP)   | Lance Armstrong (USA) |
| 11.                         | július 13. | Courchevel – Briançon                           | 173 km            | Alekszandr Vinokurov (KAZ) | Lance Armstrong (USA) |
| 12.                         | július 14. | Briançon – Digne-les-Bains                      | 187 km            | David Moncoutié (FRA)      | Lance Armstrong (USA) |
| 13.                         | július 15. | Miramas – Montpellier                           | 173,5 km          | Robbie McEwen (AUS)        | Lance Armstrong (USA) |
| 14.                         | július 16. | Agde – Ax-3 Domaines                            | 220,5 km          | Georg Totschnig (AUT)      | Lance Armstrong (USA) |
| 15.                         | július 17. | Lézat-sur-Lèze – Saint-Lary-Soulan (Pla d'Adet) | 205,5 km          | George Hincapie (USA)      | Lance Armstrong (USA) |
| július 18., hétfő pihenőnap |            |                                                 |                   |                            |                       |
| 16.                         | július 19. | Mourenx – Pau                                   | 180,5 km          | Óscar Pereiro (ESP)        | Lance Armstrong (USA) |
| 17.                         | július 20. | Pau – Revel                                     | 239,5 km (148 mi) | Paolo Savoldelli (ITA)     | Lance Armstrong (USA) |
| 18.                         | július 21. | Albi – Mende                                    | 189 km            | Marcos Serrano (ESP)       | Lance Armstrong (USA) |
| 19.                         | július 22. | Issoire – Le Puy-en-Velay                       | 153,5 km          | Giuseppe Guerini (ITA)     | Lance Armstrong (USA) |
| 20.                         | július 23. | Saint-Étienne – Saint-Étienne                   | 55 km *           | Lance Armstrong (USA)      | Lance Armstrong (USA) |
| 21.                         | július 24. | Corbeil-Essonnes – Párizs, Champs-Élysées       | 144 km            | Alekszandr Vinokurov (KAZ) | Lance Armstrong (USA) |

## Csapatok és versenyzők
A versenyen 21 csapatban 189 versenyző indult el, közülük 155-en értek célba.
A 2005-ös Tour résztvevői közül a legmagasabb a belga Johan Van Summeren volt (198 cm), a legalacsonyabb a francia Samuel Dumoulin (158 cm). A legnehezebb a svéd Magnus Bäckstedt (95 kg), a legkönnyebb az olasz Leonardo Piepoli (57 kg). Az amerikai Chris Horner és a francia Laurent Lefevre pulzusszáma volt a legalacsonyabb a résztvevők közül, nyugalmi állapotban percenként 35 szívveréssel.
A Cofidis, a Bouygues Télécom és a Team Gerolsteiner fejezte be a versenyt teljes létszámban.
A versenyt 1999 és 2005 között hétszer megnyerő amerikai Lance Armstrongot a Nemzetközi Kerékpáros Szövetség (UCI) 2012. október 22-én hivatalosan megfosztotta az összes elsőségétől szisztematikus doppingolás megalapozottnak tekintett vádjával.